# Pariah scotius
Pariah scotius – gatunek morskiej ryby z rodziny babkowatych (Gobiidae). Jedyny przedstawiciel rodzaju Pariah. 

## Występowanie
Zachodni Atlantyk (płd. część wysp Bahamy).